# 1909 no desporto

## Eventos

### Bandy
- 9 de fevereiro - O  AIK conquista o Campeonato Sueco de Bandy, ao derrotar o  Djurgårdens IF Fotboll por 7 a 3.

### Ciclismo
- Luigi Ganna vence a primeira edição do Giro d'Italia.

### Futebol
- 3 de janeiro - Fundação do  Sport Club Penedense, na cidade de Penedo.
- Em fevereiro, realizou-se um jogo que seria considerado o maior acontecimento desportivo da década em Portugal, opondo uma equipa de Lisboa - que contava com oito jogadores do Benfica e três do Sporting - aos ingleses do Carcavelos. Vitória dos portugueses por 4-1.
- 2 de fevereiro - Fundação do  Fayal Sport Clube, clube mais antigo dos Açores e o quinto em Portugal, na cidade da Horta.
- 3 de fevereiro - Fundação do  Sport Club Guarany, na cidade de Rosário do Sul.
- 7 de março - Fundação da  Associazione Sportiva Dilettantistica Fortis Juventus 1909, na cidade de Borgo San Lorenzo.
- 22 de março - Fundação do  Club Sol de América, na cidade de Assunção.
- 4 de abril - Fundação do  Sport Club Internacional, na cidade de Porto Alegre.
- 15 de abril - Fundação do  KS Skënderbeu Korçë, na cidade de Korçë.
- 1º de maio - Fundação do  SK Sturm Graz, na cidade de Graz.
- 9 de maio - Fundação do  Rio Claro Futebol Clube, na cidade de Rio Claro - São Paulo.
- 12 de maio - Fundação do  Club Esportiu Júpiter, na cidade de Barcelona.
- 13 de maio - Fundação do  Torre Sport Club, na cidade de Recife.
- 17 de maio - Fundação do  Paulista Futebol Clube, na cidade de Jundiaí.
- 22 de maio - Fundação do  Concordia Piotrków Trybunalski, na cidade de Piotrków Trybunalski.
- 24 de maio - Fundação do  Dundee United Football Club, na cidade de Dundee.
- 30 de maio - Botafogo 24 x 0 Mangueira - Maior goleada da história do futebol brasileiro .
- 6 de junho - Fundação do  Resende Futebol Clube, na cidade de Resende.
- 9 de junho - Fundação do  Skovshoved Idrætsforening, na cidade de Copenhague.
- 15 de junho
  - Fundação do  Centro Sportivo do Peres, na cidade de Recife.
  - Fundação do  Beuthener SuSV 09, na cidade de Bytom.
- 24 de junho
  - Fundação da  Corporación Deportiva Everton de Viña del Mar, na cidade de Viña del Mar.
  - Fundação do  FK Donn, na cidade de Kristiansand.
- 27 de junho - Fundação do  Athletic Club, na cidade de São João Del Rei.
- 1º de julho - Fundação do  FV Motor Eberswalde, na cidade de Eberswalde.
- 18 de julho - Ocorre o primeiro clássico Grenal, considerado um dos clássicos de maior rivalidade entre clubes no Brasil: vitória do  Grêmio por 10 a 0 sobre o  Internacional no Estádio da Baixada. O nome Grenal não era utilizado na época.[1]
- 25 de julho - Fundação do  Football Club AlzanoCene 1909, na cidade de Alzano Lombardo.
- 2 de agosto - Fundação do  VfB Pößneck, na cidade de Pößneck.
- 3 de agosto - Fundação do  Hungria Budapest Honvéd Football Club, na cidade de Budapeste.
- 8 de agosto - O  Esporte Clube Vitória conquista seu primeiro bicampeonato baiano.
- 17 de agosto - Fundação do  Sports-Reunis Delémont, da cidade de Delémont.
- 5 de setembro - Fundação do  Viktoria Stolp, na cidade de Słupsk.
- 7 de setembro - Fundação do  Fútbol Club Levante, na cidade de Valencia.
- 14 de setembro - Fundação do  Boldklubben 1909, na cidade de Odense.
- 16 de setembro - Fundação do  Sport Club Hakoah Wien, na cidade de Viena.
- 3 de outubro - Fundação do  Bologna Football Club 1909, na cidade de Bolonha.
- 8 de outubro - Fundação do  Unió Esportiva Sant Andreu, na cidade de Barcelona.
- 12 de outubro - Fundação do  Coritiba Foot Ball Club, na cidade de Curitiba.[2]
- 17 de outubro
  - Fundação do  Club Sportivo Sergipe, na cidade de Aracaju[3]
  - O  Örgryte IS conquista a Svenska Mästerskapet (o Campeonato Sueco de Futebol da época) pela décima vez, ao derrotar o  Djurgårdens IF Fotboll por 8 a 2, em Gotemburgo (Suécia).[4]
- 2 de novembro - Fundação do  Club Atlético San Martín, na cidade de San Miguel de Tucumán.[5]
- 16 de novembro - Fundação do  FC Eindhoven, na cidade de Eindhoven.[6]
- 23 de novembro - Fundação do  Club de Futbol Reus Deportiu, na cidade de Reus.[7]
- 19 de dezembro - Fundação do  Borussia Dortmund, na cidade de Dortmund.[8]
- 24 de dezembro - Fundação do  Viktoria Urberach, na cidade de Rödermark.[9]

### Hóquei no gelo
- 4 de dezembro - Fundação do  Canadá Montreal Canadiens, na cidade de Montreal.[10]

### Xadrez
- 22 de fevereiro a 12 de março - Torneio de xadrez de São Petersburgo de 1909, vencido por Akiba Rubinstein.[11]

## Nascimentos
| Data           | Nome                 | Profissão                       | Nacionalidade             | Observações | Ref    |
| -------------- | -------------------- | ------------------------------- | ------------------------- | ----------- | ------ |
| 17 de maio     | Karl Schäfer         | patinador artístico e nadador   | Áustria (atual) · Áustria | m. 1976     | [ 12 ] |
| 9 de julho     | Sven Jonasson        | futebolista                     | Suécia                    | m. 1984     | [ 13 ] |
| 20 de agosto   | Montgomery Wilson    | patinador artístico             | Canadá                    | m. 1964     | [ 14 ] |
| 20 de agosto   | Olga Rubtsova        | enxadrista                      | Império Russo             | m. 1994     | [ 15 ] |
| 17 de setembro | Ernie Koy            | jogador de beisebol             | Estados Unidos            | m. 2007     | [ 16 ] |
| 14 de outubro  | Bernd Rosemeyer      | automobilista                   | Alemanha                  | m. 1938     | [ 17 ] |
| 31 de outubro  | Robert van Zeebroeck | patinador artístico             | Bélgica                   | m. 1991     | [ 18 ] |
| 1 de novembro  | Vicente Feola        | ex-jogador e técnico de futebol | Brasil                    | m. 1975     | [ 19 ] |

## Mortes
| Data | Nome | Profissão | Nacionalidade | Observações | Ref |
| ---- | ---- | --------- | ------------- | ----------- | --- |